# Tatort: Animals
Animals ist ein Fernsehfilm aus der Krimireihe Tatort. Der von Telepool und Bavaria Film für den Bayerischen Rundfunk 1990 produzierte Beitrag wurde am 1. Januar 1991 im Ersten als 238. Folge der Reihe erstmals gesendet. Die Münchner Kriminalhauptkommissare Batic und Leitmayr gaben mit diesem Fall, in dem eine Tierschützerin auf grausame Weise getötet wird, ihren Einstand.

## Handlung
Kriminalhauptkommissar Batic weist Angelika Weiss, die ihm erzählt, dass sie für „Animals International“ tätig sei, darauf hin, dass ihr Anliegen nicht in seinen Zuständigkeitsbereich falle. Weiss behauptet, gesicherte Erkenntnisse zu haben, dass die Kosmetikfirma Pelzer unerlaubte Tierversuche durchführe. Die junge Frau versucht daraufhin ihren Freund Peter Turm, der bei der Zeitung arbeitet, dafür zu gewinnen, eine medienwirksame Kampagne gegen Pelzer und seine Tierquälerei zu starten. Zusammen mit dem Fotografen Fred Grimm dringt Weiss zudem auf dem Firmengelände der Firma Pelzer ein und befreit die Hunde aus ihren Käfigen. Pelzer kommt hinzu und hetzt seinen Rottweiler auf die Eindringlinge. Angelika Weiss wird dabei durch einen Biss tödlich verletzt. Grimm gelingt es, zu flüchten und zuvor noch unbemerkt einige Fotos zu schießen, die Pelzer am Tatort neben der Toten zeigen.
Am nächsten Morgen wird die Leiche von Angelika Weiss an der Isar gefunden. Batic und Leitmayr werden mit den Ermittlungen beauftragt, und erkundigen sich zunächst beim Tierschutzverein, welchen Aktivitäten das Opfer zuletzt nachgegangen sei. Anschließend suchen sie Pelzer auf, um ihn zu befragen. Er gibt zu, Angelika Weiss gekannt zu haben, da sie früher für seine Firma gemodelt habe und einige Jahre ihr „Werbegesicht“ gewesen sei. Batic informiert ihn darüber, dass Weiss Anschuldigungen gegen ihn erhoben habe, die Pelzer jedoch als unsinnig hinstellt.
Fred Grimm recherchiert inzwischen auf eigene Faust weiter, um Material zu sammeln, das Pelzer belastet. So dokumentiert er unter anderem auch mit seiner Kamera, wie Pelzer es anstellt, sich neue Hunde für seine Versuchsreihen zu beschaffen. Sein Erfüllungsgehilfe ist der Landwirt Georg Kollberger, der die Tiere einfach von der Straße weg einfängt.
Der stark mitgenommene Peter Turm erscheint auf dem Präsidium und beschuldigt Batic, mitschuldig an Angelikas Tod zu sein. Da Turm stark angetrunken ist, bleibt er über Nacht in der Ausnüchterungszelle. Turm gibt an, dass seine Freundin etwas vorgehabt habe, was genau, könne er aber nicht sagen. So konzentrieren sich die polizeilichen Ermittlungen auf Pelzer und seine Firma. Man hofft über den Hund, den Pelzer haben soll, Spuren zu finden. Darauf angesprochen, behauptet dieser jedoch, dass sein Hund vergiftet worden sei. Dass er ihn unmittelbar nach der Beißattacke, die er selbst zu verantworten hat, erschossen hat, behält er geflissentlich für sich.
Turms Versuch, Pelzer telefonisch unter Druck zu setzen, da er von den Fotos, die Grimm gemacht hat, weiß, prallen an dem Unternehmer ab. Obwohl die Beamten bisher von diesen Fotos nichts wissen, gelingt es ihnen, eine Spur zu verfolgen, die zu Grimm führt, und letztendlich einige Negative in dessen WG sicherzustellen. Grimm selbst ist nicht anwesend, sondern gerade dabei, mit den Abzügen dieser Negative Kollberger unter Druck zu setzen. Er solle Pelzer ausrichten, dass er eine Million DM dafür haben wolle, da er sonst die Fotos, die ihn an der Leiche von Angelika Weiss zeigen, an die Presse weitergebe.
Leitmayr kann auf den beschlagnahmten Fotos Kollbergers Gehilfen erkennen, dem er auf Pelzers Gelände bei ihrem ersten Besuch begegnet war. Er fährt zu Kollbergers Bauernhof, wird dort aber überrumpelt und in einen Silo gesperrt. Grimm, in dessen Gesellschaft sich Turm befindet, hat Pelzer inzwischen zu Kollberger beordert und fordert die Million von ihm. Als der Fotograf sich allein in die Scheune begibt, wird er dort niedergeschlagen. Als Turm das Gebäude kurz darauf betritt, zieht er eine Pistole und schießt ohne Vorwarnung auf Pelzer. Daraufhin wird er von Kollberger erschlagen.
Endlich erscheint auch Batic und kann dazu beitragen, dass sein Partner sich befreien kann und Kollberger und sein Gehilfe festgenommen werden, ebenso wie der angeschossene Pelzer, der auf einer Krankentrage abtransportiert wird.

## Hintergrund
Die BR-Redaktion hatte lange gesucht, um „unverbrauchte Gesichter“ für das neue dramaturgische Konzept des bayrischen Anteils an der Tatortreihe zu finden. Miroslav Nemec und Udo Wachtveitl gehörten 1989 noch zu den aufstrebenden Talenten in der deutschen Filmszene. Das Casting erfolgte in Form einer Brotzeit in einem Münchner Biergarten, in den man beide Schauspieler eingeladen hatte. Der alte Porsche, den Leitmayr als Vorstadt-Yuppie laut Drehbuch als „Erkennungsmerkmal“ fuhr, wurde nach drei Folgen wieder abgeschafft, weil er für die Dreharbeiten meist hinderlich war.
Michael Fitz spielt hier einen Enthüllungsfotografen. Erst in der dritten Episode (Tatort: Die chinesische Methode) ist er als Kriminaloberkommissar Carlo Menzinger mit dabei.

## Rezeption

### Einschaltquote
Die Erstausstrahlung von Animals am 1. Januar 1991 wurde in Deutschland von 8,71 Millionen Zuschauern gesehen und erreichte einen Marktanteil von 32,30 % für Das Erste. Beim Tatortblog erreicht die Episode Platz 554 von 911 möglichen.

### Kritiken
Auch bei der Süddeutschen urteilte Christian Mayer etwas kritisch und war der Ansicht: „Die Story ist einigermaßen konfus und schablonenhaft. […] Wenn man sich das Duo heute ansieht, muss man sehr oft lachen: Der Bayer Leitmayr wirkt mit seiner wilden Lockenpracht und dem um die Beine schlotternden Dandy-Anzug wie ein Gymnasiast in einer Oscar-Wilde-Theateraufführung, der kroatische Heißsporn Batic hat immerhin ein paar ganz coole Auftritte, aber auch ihm ist das Wesen eines Kommissars eher fremd. Pistolen werden achtlos auf den Tisch geknallt, Goldfische gefüttert, Blondinen geküsst, Computer misshandelt – die Kripo scheint aus sympathischen Dilettanten zu bestehen.“
Die Kritiker der Fernsehzeitschrift TV-Spielfilm urteilten: „Ein alter Tatort, aber einer mit Biss“.